# Bernard Lafay
Pour les articles homonymes, voir Lafay.
Bernard Lafay, né le 8 septembre 1903 à Malakoff (Seine) et mort le 13 février 1977 dans le 16e arrondissement de Paris, est un docteur en médecine et docteur ès sciences, membre de l'Académie de médecine et homme politique français.

## Biographie
Père du docteur Philippe Lafay, Bernard Lafay est médecin généraliste et se fait remarquer par ses travaux. Mobilisé en 1939, il met ses connaissances professionnelles au service de la Résistance comme membre du Comité médical de la Résistance avec Gabriel Richet ce qui lui permet d'être élu en 1945 au Conseil municipal de Paris. Ses candidatures aux élections des deux Assemblées constituantes de 1945 et 1946 (à Paris) et de la première Assemblée nationale de novembre 1946 (dans le Tarn), sous l'étiquette du parti radical sont des échecs. Il est cependant élu par cette Assemblée au Conseil de la République en 1946. Il est réélu au Sénat en novembre 1948.
Il en démissionne le 21 août 1951, après avoir été élu député de la 2e circonscription de la Seine (partie ouest de la rive droite de Paris), à la tête d'une liste RGR-PR, avec Pierre de Léotard. Ils sont tous deux réélus en 1956.
Brièvement secrétaire d'État d'Edgar Faure, il devient l'année suivante son secrétaire d'État aux Affaires économiques dans le gouvernement de Joseph Laniel. Edgar Faure, devenu président du Conseil le rappelle en 1955 comme ministre de la Santé publique et de la Population.
Il entre à l'Académie de médecine en février 1956.
Bernard Lafay est battu de peu, lors des élections de novembre 1958, dans la 23e circonscription de Paris, par l'UNR Guy Vaschetti. Il retrouve cependant le Luxembourg en 1959. Il démissionne à nouveau en 1967 afin de se présenter aux élections législatives. Élu centriste PDM contre le député gaulliste sortant Jacques Sanglier, il se présente à nouveau l'année suivante, après la dissolution de l'Assemblée, mais cette fois sous les couleurs de l'UDR, avec, comme suppléant, son ancien adversaire Jacques Sanglier. Ce dernier reprend d'ailleurs son siège lorsque Lafay est nommé secrétaire d'État dans le gouvernement de Jacques Chaban-Delmas.

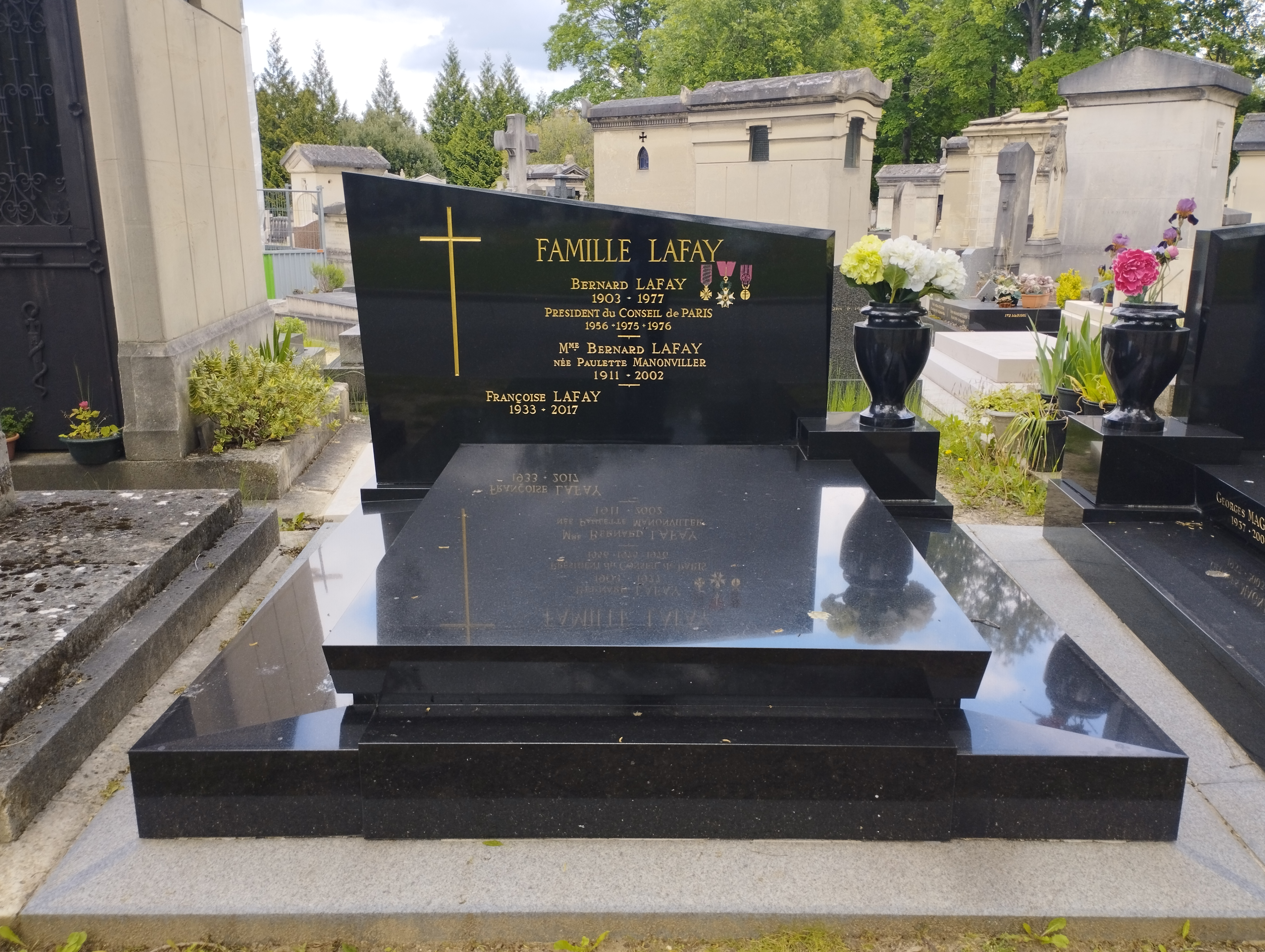
Tombe de Bernard Lafay au cimetière du Montparnasse (division 2).

Il est président du conseil municipal de Paris et secrétaire général du Centre républicain de 1960 à 1968, membre du comité directeur du Centre républicain. Le centre républicain fut un ardent défenseur de l'Algérie française. Il est d'ailleurs membre en 1960 du Front national pour l'Algérie française.
Il est à l'origine de la réforme du statut de Paris et a été le dernier président du Conseil de Paris (1975-1977).
Impliqué dans la bataille municipale de 1977 au côté de Jacques Chirac, il meurt d'une crise cardiaque en pleine campagne électorale.
Il est inhumé au cimetière du Montparnasse (division 2), quasi-en face de la tombe de son ancien concurrent Jacques Chirac.

## Décorations
- Médaille de la Résistance française avec rosette

- Commandeur de l'ordre de l'Économie nationale ex officio en tant que secrétaire d'État aux affaires économiques (1955)[4],[5]
- Commandeur de l'ordre de la Santé publique ex officio en tant que ministre de la santé publique (1955)[6]

## Fonctions gouvernementales
- Secrétaire à la Fonction Publique du gouvernement Edgar Faure (1) (du 20 janvier au 8 mars 1952)
- Secrétaire d'État aux Affaires économiques du gouvernement Joseph Laniel (1) (du 2 juillet 1953 au 19 juin 1954)
- Ministre de la Santé publique et de la Population du gouvernement Edgar Faure (2) (du 23 février 1955 au 1er février 1956)
- Secrétaire d’État auprès du ministre du Développement industriel et scientifique du gouvernement Jacques Chaban-Delmas (du 22 juin 1969 au 6 juillet 1972)

## Hommages
- Promenade Bernard-Lafay (17e arrondissement de Paris).
- Piscine Bernard Lafay[7] (17e arrondissement de Paris).
- Un buste le représentant lui rend hommage dans un jardin à l'angle des rues Bayen et Pierre Demours.